# Проспект (Охајо)
Проспект (енгл. Prospect) град је у америчкој савезној држави Охајо.

## Демографија
По попису из 2010. године број становника је 1.112, што је 79 (-6,6%) становника мање него 2000. године.
| Група             | 2000.         | 2010.         |
| Белци             | 1.184 (99,4%) | 1.083 (97,4%) |
| Афроамериканци    | 0 (0,0%)      | 3 (0,3%)      |
| Азијати           | 0 (0,0%)      | 2 (0,2%)      |
| Хиспаноамериканци | 0 (0,0%)      | 15 (1,3%)     |
| Укупно            | 1.191         | 1.112         |